# 児玉彰三郎
児玉 彰三郎（こだま しょうざぶろう、1931年6月16日 - 1969年11月19日）は、日本の歴史学者。元新潟大学助教授。専門は郷土史、新潟史、上杉氏。

## 人物
1931年東京生まれ。1955年東京大学文学部国史学科卒業後、1959年に東京大学大学院人文科学研究科国史学専門課程修士課程を修了する。都立高校教諭を経て、1963年に新潟大学人文学部講師となる。1967年に助教授に昇格するも、1969年に交通事故により38歳で死去した。墓所は青山霊園。
この間、小千谷市史編修委員、新井市史編纂委員、栃尾市史編輯委員、市島家文書取扱委員などを務めた。また著書『上杉景勝』が2010年に復刊された。

## 著書
- 『日本社会経済史研究　近世編』（宝月圭吾先生還暦記念会編、吉川弘文館、1967年）
- 『越後のちぢみ』（西脇新次郎編、綾玄社・東峰書房、1970年）
- 『越後縮布史の研究』（東京大学出版会、1971年）
- 『上杉景勝』（児玉彰三郎氏遺著刊行会編、ブレインキャスト、2010年）